# Caritel

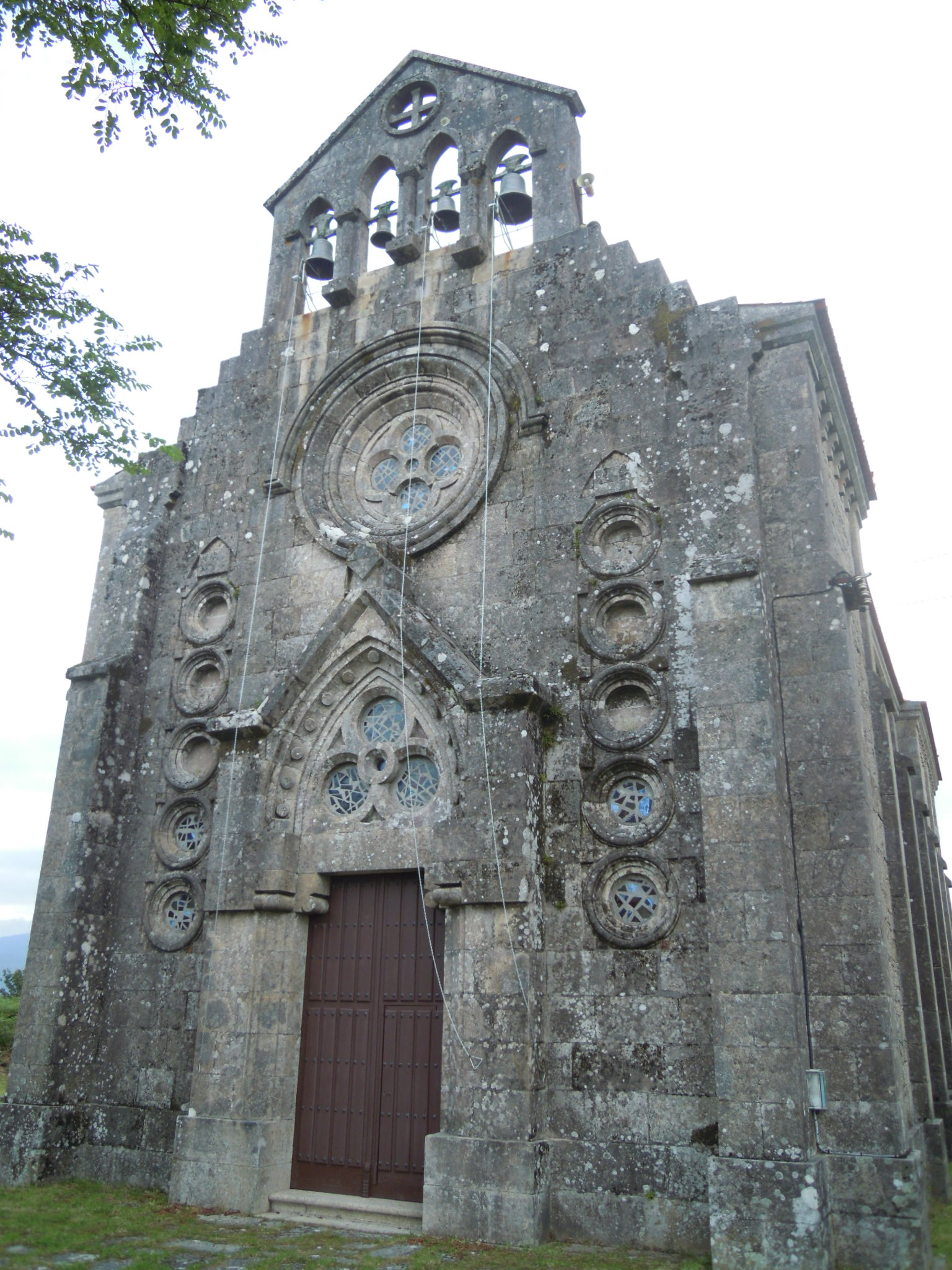
Fachada de la iglesia de Caritel

Santa María de Caritel es una parroquia que se localiza en el ayuntamiento pontevedrés de Ponte Caldelas.
Según el IGE, en 2022 tenía 243 habitantes (113 hombres y 130 mujeres), distribuidos en 4 entidades de población, lo que supone una disminución en relación con el año 1999 cuando tenía 385 habitantes.

## Geografía
Está situada en las estribaciones de la Sierra del Suido y en la ruta que tradicionalmente conectaba la costa con las comarcas del interior orensano.
Tiene una extensión de 4,3 km2 y limita al noroeste con la parroquia de Santa Eulalia de Ponte Caldelas (a través del río Verdugo), al nordeste con la de San Salvador de la Lama, al sur con loas parroquias de Santo André de Anceu y de San Fiz de Forzáns y al este con la de San Pedro de Gaxate. Está atravesada por las carreteras PO-255 y PO-241.
El punto de mayor elevación de la parroquia es el monte Xesteiro Grande, con 616,5 m.
La parroquia de Caritel se asienta sobre terrenos de la era Paleozoica (de 541 a 252 millones de años de antigüedad) conformados por un sustrato rocoso de tipo granítico (granitos de dos micas) y suelos ácidos de textura franca en las zonas bajas y franco-arenosa en las elevaciones.

## Historia
El territorio de Caritel ha estado habitado de forma ininterrumpida desde tiempos prehistóricos, como atestigua la presencia de numerosos restos arqueológicos. Solo en el Monte da Pousa la Dirección Xeral de Patrimonio Cultural de la Junta de Galicia tiene catalogados 14 petroglifos, una mamoa y un castro.
Además está catalogado un hallazgo de restos de la época romana (un ánfora vinaria, un molino de mano y tégulas).

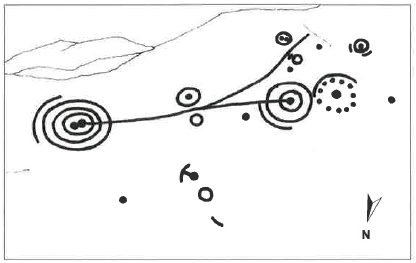
Petroglifo GA36043042_2004 en el Monte da Pousa.

El topónimo Caritel ya aparece en documentos del año 929 y ya fue investigado en su día por el Padre Sarmiento. El académico de la RAG, profesor de latín y caritelano adoptivo Xesús Ferro Ruibal da una explicación muy completa en uno de sus vídeos sobre onomástica.
Su ubicación fue decisiva porque se encontraba en una vía comercial muy frecuentada desde tiempos inmemoriales, que conectaba la costa de Pontevedra con las comarcas del interior de Orense, con un incesante tráfico de arrieros transportando en un sentido vino del Ribeiro y salazones y otras mercancías en el otro.
La transformación de la red de caminos medievales en vías modernas en los siglos XVIII y XIX tuvo un efecto dramático en Caritel y en muchos pueblos de la comarca e inició un proceso de despoblación que aún hoy continúa. Se abandonaron los antiguos trazados medievales, basándose en la red de calzadas romanas (construidas a su vez sobre la anterior red de vías megalíticas y castreñas) en las que los caminos generalmente no seguían los valles, sino las penillanuras o interfluvios, como es el caso de Caritel. Las nuevas tecnologías de construcción (puentes, túneles) favorecieron las rutas que seguían los valles fluviales y, como consecuencia, las conexiones comerciales, tanto por carretera como por ferrocarril, se trazaron mucho más al sur.
Al igual que en muchas otras aldeas de la media montaña pontevedresa a finales del siglo XIX y hasta pasada la mitad del XX se produjo un intenso movimiento migratorio con destino a otros países. En Caritel los destinos más frecuentes fueron Portugal (con el cual ya había tradición migratoria desde, al menos, doscientos años antes), Brasil, México y, más recientemente, a partir de mediados del siglo XX, al País Vasco y a Suiza.
Hasta el 29 de noviembre de 1890, Caritel tenía la particularidad de estar dividido entre dos parroquias distintas: una parte pertenecía a la Archidiócesis de Santiago y a la parroquia de Santa Baia de Caldelas y la otra a la Diócesis de Tuy y a la parroquia de San Fiz de Forzáns.
En concreto, Santa Baia de Caldelas pertenecía al arciprestazgo del Morrazo, situada a más de 15 kilómetros en línea recta de la península del Morrazo, era la parroquia más oriental y extrema de dicho arciprestazgo.  Por otro lado San Fiz de Forzáns pertenecía al Arciprestado de Redondela-Oitavén.
En 1890 se creó la parroquia de Santa María de Caritel con su configuración actual.

## Patrimonio
En el momento de la creación de la parroquia actuó como iglesia parroquial la capilla de Nuestra Señora de la Concepción, situada en el actual campo de la fiesta, de construcción  barroca, que había sido fundada en 1711 por Juan Cal e Boullosa, regidor perpetuo de Ponte Caldelas. Actualmente ya no existe pues fue derruida alrededor de 1950.
Con el comienzo del siglo XX, por iniciativa de varios habitantes del pueblo que habían hecho fortuna en la emigración, se decidió erigir una nueva iglesia parroquial de mayor importancia, de estilo neogótico, diseñada por el arquitecto diocesano Manuel Hernández y Álvarez Reyero. Fue construida entre 1903 y 1916. Tiene planta basilical, con una sola nave cubierta con bóveda de crucería de cuatro tramos separados por arcos fajones.
La iglesia se fue deteriorando a lo largo del siglo XX hasta que en 1972 sufrió una profunda restauración gracias al mecenazgo de Manuel Cordo Boullosa, magnate y filántropo portugués hijo de inmigrantes de Caritel. La restauración fue dirigida por el arquitecto pontevedrés Enrique Barreiro, se cambió la antigua espadaña de dos huecos por otra de cuatro, se puso una nueva cubierta y se restauró todo el interior, sustituyendo los cristales de las antiguas ventanas por vidrieras policromadas. Finalmente, se instaló una cruz monumental del escultor pontevedrés José Luis Penado que preside la iglesia, que alberga en su interior el sagrario.
Al lado de la iglesia hay un cruceiro, que originalmente estaba situado junto a la capilla de la Inmaculada Concepción y fue trasladado, y en el camino que lleva al Coto, donde está la iglesia, está la fuente de las Raíces, antigua fuente comunal que fue reconstruida en el otoño de 1997 gracias al mecenazgo de Manuel Cordo Boullosa.
En el lugar de la Fraga, en un entorno natural de gran belleza, se conservan en muy buen estado los espectaculares Pasos da Fraga y de la Larpea, un conjunto de pasos o poldras: piedras dispuestas a intervalos regulares cruzando un vado, una zona de poca profundidad, que permitían a las personas cruzar el río andando sin mojarse, mientras que las bestias y los carros vadeaban a su lado.
Las piedras tienen el lado orientado hacia la corriente del río tallado en forma triangular, para resistir mejor la fuerza del agua, especialmente durante las crecidas que se dan regularmente durante el invierno.
Los pasos de la Fraga, que cruzan el Verdugo, ya muestran algunas restauraciones de tiempos modernos, pero a su lado los de la Larpea, que atraviesan el regato llamado río Pequeno, aún son completamente originales, mostrando el desgaste causado por el paso incesante de miles de personas durante siglos. Ese desgaste es testimonio de la importancia que tuvo antiguamente la encrucijada de caminos en la que se encuentran.
Los pasos más modestos, los que cruzan el río Pequeno, se llaman de la Larpea porque dan acceso, sin necesidad de cruzar el caudaloso río Verdugo, al camino que apenas un quilómetro más adelante llega a la aldea de la Larpea, actualmente abandonada, pero que conserva las ruinas de casas de muy buena factura que estuvieron habitadas hasta mediados del siglo XX.
Existe una ruta de senderismo (PR-G 109)que partiendo de la iglesia de Caritel llega a los pasos de la Fraga y continúa para visitar el Foxo do Lobo, la antigua trampa medieval para cazar lobos situada en Laxoso, cerca de la Fraga.
En el mismo cruce de caminos se sitúan las Almiñas do Río, un espectacular ejemplo de peto de ánimas, de tipo cerrado, coronado por una cruz y con una base que muestra una calavera con dos tibias. La hornacina está enrejada, y debajo aparece el caño de una fuente. El panel es de madera policromada, mostrando a San Antonio con el niño Jesús en brazos. Hay cinco ánimas. Incluye el texto "A DEVOCIÓN DE MANUEL CABIRTA CONCHA".
En la parroquia hay otros tres petos de ánimas o esmoleiros:
- El peto de ánimas de la Estrada es de tipo cerrado, con cajón de limosnas, coronado con una pequeña cruz. El retablo es de madera policromada, con la Virgen del Carmen con el niño sobre una gran nube. A los lados dos ángeles ayudan a dos almas a salir de las llamas. En la parte inferior se encuentra la figura de un obispo, acompañado por una mujer ánima a la izquierda y un hombre barbudo a la derecha.
- El peto de ánimas de Fátima se encuentra en una casa contigua a la anterior. Se trata de un cuadro de nueve azulejos policromados con la Virgen de Fátima y tres pastorcitos, con un bolsillo con puerta de hierro debajo.
- El peto de ánimas de Breixiña está encajado contra un muro en el antiguo camino de Forzáns. Es de tipo cerrado, con una cruz en la meseta. Tiene puerta metálica con cristal. La tabla es de madera policromada con una Virgen en las nubes. Hay cinco almas: en el medio un sacerdote con bonete; en la fila superior, el alma de una monja y un fraile, y en la inferior un hombre barbudo a la derecha y una mujer a la izquierda. Incluye la inscripción BENITO BOULLOSA.

También forman parte del patrimonio etnográfico de la parroquia de Caritel los tradicionales molinos, todos ellos accionados por agua. Entre ellos destaca el molino de Cornello, de dos plantas, situado a orillas del río Verdugo. En la planta baja tiene cuatro ruedas que podían funcionar simultáneamente, y junto con el canal que transportaba el agua necesaria y la enorme presa que lo alimentaba, constituye un raro ejemplo de proceso preindustrial en la región. El canal, construido en piedra, de aproximadamente un metro de ancho y un metro de profundidad, discurre paralelo al curso del río durante unos 150 metros. Para alimentarlo se construyó una presa de grandes dimensiones que bloquea todo el curso del río y permite regular la cantidad de agua desviada al molino. Al tener presa, podía funcionar todo el año, por lo que llegaban reatas de mulas con grano para moler desde zonas tan lejanas como A Graña, a más de 25 kilómetros de distancia. El piso superior del molino actuaba como posada, ya que en estos casos la molienda se prolongaba durante varios días.
Además, en la Pousa existe un molino de cubo muy primitivo, con techo de losas de piedra, y que aprovechaba el agua de la Puza das Lagoas. También en el río Pequeno hay existen otros molinos en diferentes estados de conservación.